# Pseudohypsoides
Pseudohypsoides is een geslacht van vlinders van de familie tandvlinders (Notodontidae), uit de onderfamilie Thaumetopoeinae.

## Soorten
- P. bicolor Viette, 1960
- P. unicolor Viette, 1960
- P. vadoni Viette, 1960